# HannStar Display Corporation
HannStar Display Corporation (cinese tradizionale: 瀚宇彩晶) è un'azienda taiwanese produttrice di elettronica di consumo.

## Generalità
Attiva dal 1998 e con sede a Taipei la HannStar produce monitor LCD, notebook, televisori, cornici digitali e accessori vari con tre marchi:
- HannStar
- HannSpree
- HannsG